# Ван Лиданни
Ван Лиданни — китайская актриса, получила известность благодаря своей большой натуральной груди (32F (70F)), которую оголила в фильме «Путь на запад: Наше секс-путешествие». Известна как «божественная грудь Китая».

## Биография
Ван Лидан родилась 6 августа 1989 года в Наньяне, провинция Хэнань. Она окончила Пекинскую императорскую школу искусств короля Пекина в Чжунбэе (北京中北英皇艺术学校).
Ссвою карьеру модели начала в 2010 году.
Первой ролью в фильме стала эпизодическая роль в фильме «Красный камень» (не указана в титрах).
Подлинную известность получила после роли Сяоси в гонконгской эротической комедии «Путь на запад: Наше секс-путешествие», где оголила свою грудь. После этого получила псевдоним «Божественная грудь Китая».
С 2010 по настоящее время (2017 год) регулярно снимается для журналов и во второсортных фильмах.
В одном из интервью модель сообщила, что является монголкой по происхождению, а среди монголок её грудь (32F) считается обычной. 

## Фильмография

### Film
| Year | Title                                | Chinese title  | Role            | Notes          |
| ---- | ------------------------------------ | -------------- | --------------- | -------------- |
| 2009 | Red Rock                             | 《紅岩》       |                 |                |
| 2009 | Southern Territory Communist Lady    | 《南疆丹娘》   |                 |                |
| 2011 | Love Never Dies                      | 《堵车》       |                 |                |
| 2012 | Due West: Our Sex Journey            | 《一路向西》   | Xiaosi          |                |
| 2013 | Lost Yacht                           | 《谜失的游艇》 | Tong Hua        |                |
| 2013 | Lost Love 33 Years                   | 《失戀33年》   |                 |                |
| 2013 | Bachelors' Love                      | 《光的棍》     | Mo Xaiomo       |                |
| 2014 | Delete My Love                       | 《百变爱人》   |                 |                |
| 2014 | Midnight Hair                        | 《夜半梳头》   | Xiaomei         |                |
| 2014 | The Light of Darkness                | 《黑暗之光》   | Herself         | internet movie |
| 2015 | The Stormy Night                     | 《雨夜惊魂》   |                 |                |
| 2015 | Fruit Rockers                        | 《摇滚水果》   |                 |                |
| 2016 | Visit the Widow Village in the Night | 《夜闯寡妇村》 |                 | internet movie |
| 2018 | My VR girlfriend                     | 《我的VR女友》 | waiter          | internet movie |
| 2018 | girl in the Investiture of the Gods  | 《封神少女》   | angla           | internet movie |
| 2018 | Immortal & Demons                    | 《捉妖大仙》   |                 | internet movie |
| 2018 | Quiet Now!                           | 《我想静静》   |                 |                |
| 2018 | scent of a love                      | 《闻香识爱》   |                 | internet movie |
| 2019 | Midnight Plastic surgery             | 《午夜整容室》 | Plastic surgeon | internet movie |
| 2019 | Midnight Live streaming              | 《午夜直播》   | Lina yung       |                |

### Television
| Year | Title             | Chinese title  | Role            | Notes |
| ---- | ----------------- | -------------- | --------------- | ----- |
| 2014 | Two Idiots        | 《废柴兄弟》   | Professor. wang |       |
| 2015 | Words of Snakes   | 《大话蛇仙》   | Гуаньинь        |       |
| 2017 | Society rules     | 《人间规则》   | Lisa Hu         |       |
| 2018 | Beautiful Trainee | 《美丽见习生》 | Diana Via       |       |